# Ámbar

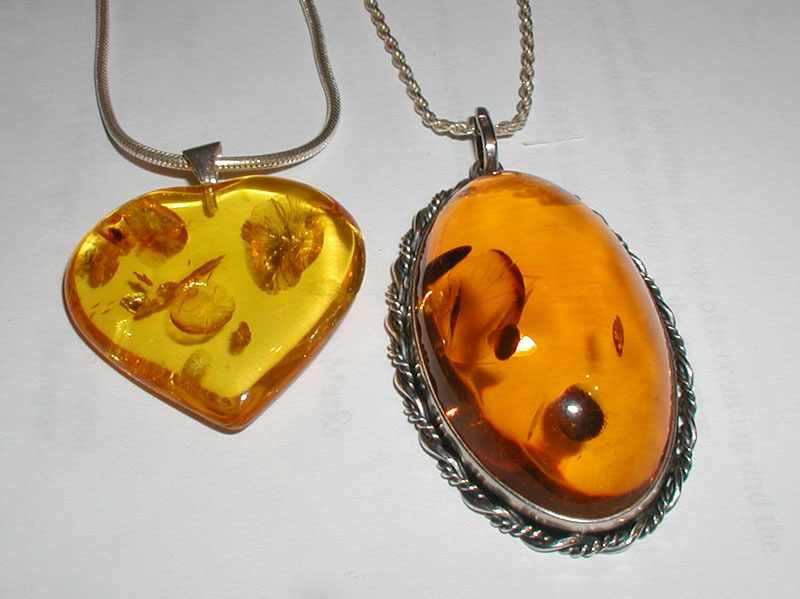
Colgantes de ámbar.

El ámbar, árabe o succino (del latín succinum) es resina fosilizada de origen vegetal, proveniente principalmente de restos de coníferas y algunas angiospermas. Etimológicamente su nombre proviene del árabe عنبر, ámbar 'lo que flota en el mar', ya que este flota sobre el agua del mar, aunque originalmente se refería al ámbar gris. Presenta color ámbar, es decir, color naranja amarronado, aunque existen variedades amarillas, tono miel y verdosas. Puede ser transparente o translúcido. Está considerada como piedra semipreciosa. Ha sido apreciada por su color y belleza natural desde los tiempos del Neolítico. El ámbar es utilizado en joyería y se le atribuyen propiedades no comprobadas. Se cree, por ejemplo, que el ámbar tiene propiedades analgésicas en la dentición de los bebés, creencia que ha popularizado collares que debido a su riesgo de asfixia han costado la vida de menores. No hay ninguna prueba pediátrica que apoye el uso de collares de ámbar en bebés y los pediatras suelen recomendar encarecidamente no utilizarlos o usarlos sólo bajo supervisión adulta.
Existen cuatro clases de ámbar, definidas con base en sus componentes químicos. Debido a que se origina como una resina de árbol suave y pegajosa, el ámbar a veces contiene algunos animales o plantas incluidas.

## Origen y distribución
Los árboles producen la resina como una protección contra enfermedades e infestaciones de insectos, cuando la corteza de un árbol es herida debido a rotura o a un ataque por escarabajos de madera u otros insectos, bacterias u hongos. Después de exudar al exterior, la resina se endurece por polimerización en el interior de rocas arcillosas o arenosas, algunas veces calizas, que se formaban en zonas deltaicas de ríos, generalmente con mucha materia orgánica asociada, y se han conservado en su interior durante millones de años.
El ámbar es un resto fósil, ya que es una sustancia orgánica y su estructura no es definida. Su composición varía dependiendo del árbol del que proviene, aunque todos tienen terpenos o compuestos que son comunes en las resinas endurecidas.
En el norte de Europa, el ámbar se forma a partir de la resina de coníferas, en tanto que en América proviene de la leguminosa Hymenaea courbaril, conocida en Chiapas (México) como guapinol, y en Nicaragua, Cuba y República Dominicana como algarrobo, perteneciente al período geológico Cenozoico. En el sur de Europa, principalmente España y Francia, el ámbar pertenece al período Cretácico, y se formó a partir de coníferas araucariáceas y/o queirolepidiáceas. Este ámbar se incluye dentro del intervalo Albiense-Cenomaniense dentro del CREI o Cretaceous Resin Interval un periodo de producción en masa de resina a nivel global.
Los colores del ámbar son muy variados: amarillo (el más común), naranja (coñac), rojo (cherry), blanco, café (cajeta), verde azulado y "negro" o musgo (tonos oscuros de otros colores), que son menos frecuentes que el amarillo. De estos colores se desprende una amplia gama de tonalidades. 
El primer lugar que se tiene registrado como fuente original del ámbar es la región del mar Báltico. La pieza de ámbar más antigua trabajada por el hombre data de hace 30 000 años y se encontró en Hannover, Alemania.

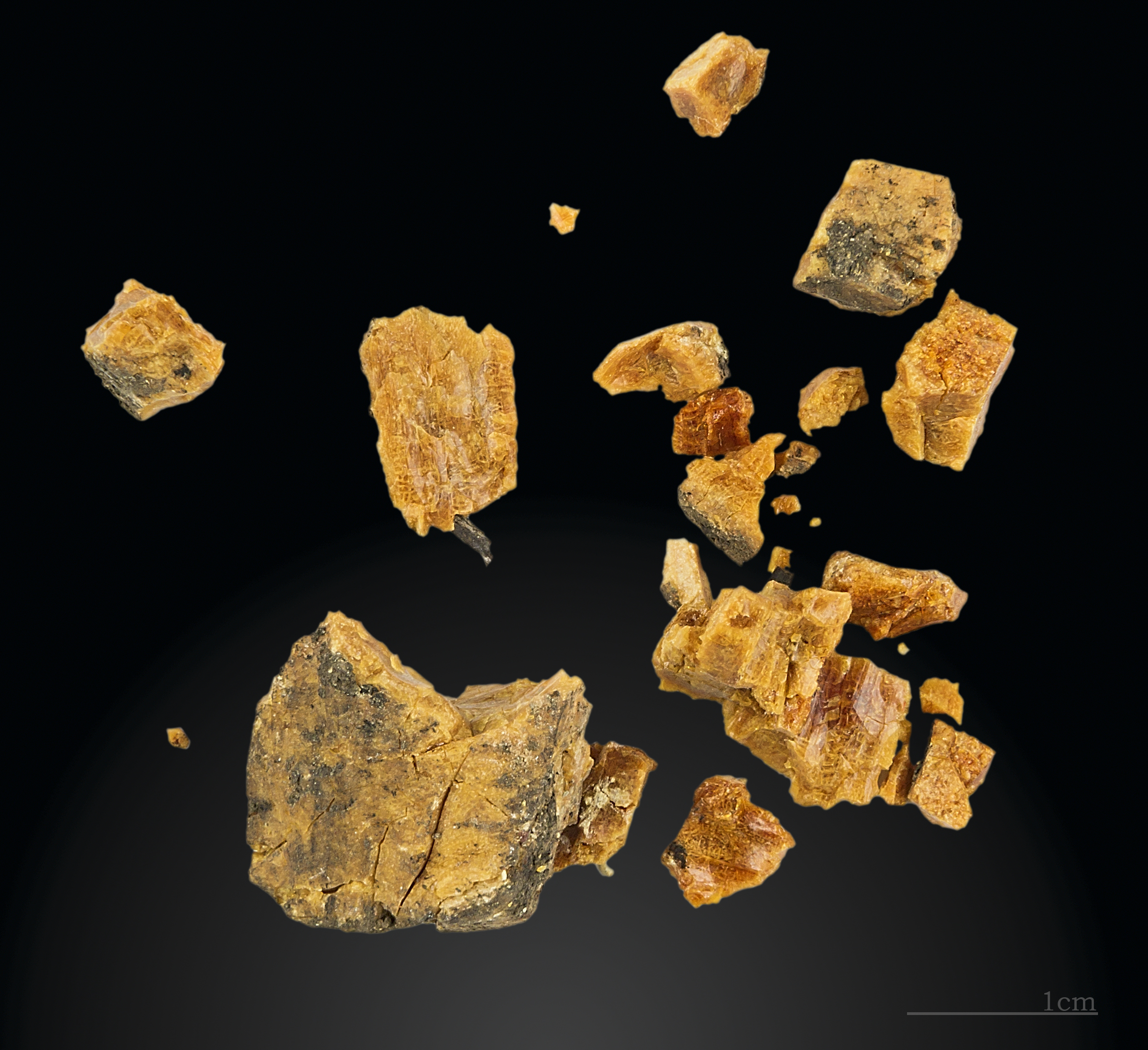
Cueva de Altamira

En España está presente desde el Solutrense de la cueva de Altamira. 
En Europa se encuentra ámbar en España, Francia, Lituania, Polonia, Alemania, Letonia y Rusia, y en América Latina se encuentra en México, República Dominicana, Nicaragua y Colombia.
En la Antigüedad se pensaba que el ámbar poseía propiedades místicas o mágicas, siendo utilizado por muchas culturas como un talismán o remedio medicinal. En Chiapas, México, el ámbar aún se usa para proteger a los niños contra el «mal de ojo». Los griegos se percataron de sus propiedades eléctricas producidas al rozar ámbar con otros objetos. De ahí la etimología de la palabra electricidad que viene del griego ἤλεκτρον (élektron) que quiere decir ámbar.
Aunque hay muchos lugares donde se ha encontrado el ámbar, este se encuentra en grandes cantidades en solo veinte depósitos alrededor del mundo y principalmente en la Europa Oriental (Báltico), México, la República Dominicana, y últimamente se ha encontrado en Cantabria (España) el mayor yacimiento europeo de ámbar del Cretácico.
La gran belleza del ámbar es la responsable de que haya sido considerado una sustancia preciosa, y por su origen misterioso era estimado como protección divina contra diversos daños para el portador de joyas ambarinas. Como tal, llegó también a usarse como un ingrediente en las medicinas y para propósitos religiosos.
Ya los fenicios trocaban el ámbar como una mercancía de primera importancia con los pueblos bálticos antiguos. Desde aproximadamente 3000 a. C., el ámbar báltico era cambiado por las mercancías de la Europa meridional y existían «carreteras» o rutas de comercio que cruzaban Europa y terminaban en el lejano Oriente. Alrededor de 58 d. C., el emperador romano Nerón envió a un caballero romano en una búsqueda de este "oro del norte" y trajo cientos de libras de ámbar a Roma.
En épocas posteriores, desde 1283 en adelante, los caballeros teutones, después de regresar de las cruzadas, se convirtieron en gobernadores absolutos de Prusia y de las fuentes bálticas de ámbar, así como de la manufactura de los objetos ambarinos, castigando a los transgresores con la muerte por ahorcamiento. Durante los siguientes 500 años, el ámbar fue usado de nuevo con propósitos principalmente religiosos, como por ejemplo en la fabricación de las sartas de cuentas de rosarios.
Aunque el ámbar se halla por todo el planeta, solo existen veinte regiones con las cantidades necesarias para que la explotación minera sea rentable. En la actualidad, la mayor parte se extrae en la región báltica de Europa oriental, en la República Dominicana y en algunos estados de México.
La extracción es una ardua tarea. A juicio de numerosos científicos, para que la resina se transforme en ámbar, ha de permanecer enterrada, normalmente en arcilla húmeda o sedimentos arenosos. Muchas de las minas de la República Dominicana se hallan en elevaciones escarpadas cubiertas de exuberante bosque subtropical, accesibles solo a pie o en burro y a las que se llega por empinados senderos de montaña.
Algunas minas son pozos anchos y profundos, mientras que otras son galerías estrechas de hasta 200 metros de longitud. Como la maquinaria y los explosivos quiebran el ámbar, los mineros han de extraerlo cuidadosamente a mano —con cinceles, picos y palas— de la dura arenisca y la arcilla compacta, a menudo con una vela por única iluminación.

## Composición y formación
El ámbar es heterogéneo en su composición, pero consta de varios cuerpos resinosos más o menos solubles en alcohol, éter y cloroformo, asociados con una sustancia bituminosa insoluble. El ámbar es una macromolécula por polimerización por radicales libres de varios precursores de la familia labdano. Estos labdanos son diterpenos (C20H32) y trienos, que equipan al esqueleto orgánico con tres grupos alqueno para la polimerización. A medida que el ámbar madura a lo largo de los años, se produce una mayor polimerización, así como reacciones de isomerización, reticulación y ciclación.
Calentado a más de 200 °C (392 °F), el ámbar se descompone, produciendo un aceite de ámbar, y deja un residuo negro que se conoce como «colofonia ámbar» o «tono ámbar»; cuando se disuelve en aceite de trementina o en aceite de linaza, este forma el «barniz de ámbar» o «laca de ámbar».

### Formación
La polimerización molecular, que resulta de las altas presiones y temperaturas producidas por el sedimento suprayacente, transforma la resina primero en copal. El calor y la presión sostenidos eliminan los terpenos y producen la formación de ámbar.
Para que esto suceda, la resina debe ser resistente a la descomposición. Muchos árboles producen resina, pero en la mayoría de los casos este depósito se descompone por procesos físicos y biológicos. La exposición a la luz solar, la lluvia, los microorganismos (como las bacterias y los hongos) y las temperaturas extremas tienden a desintegrar la resina. Para que la resina sobreviva lo suficiente como para volverse ámbar, debe ser resistente a tales fuerzas o producirse en condiciones que las excluyan.

### Origen botánico
Las resinas fósiles de Europa se dividen en dos categorías, la famosa ámbar del Báltico y otra que se asemeja al grupo Agathis. Las resinas fósiles de América y África están estrechamente relacionadas con el género moderno Hymenaea, mientras que se cree que el ámbar Báltico son resinas fósiles de plantas de la familia Sciadopityaceae que solían vivir en el norte de Europa.

### Atributos físicos
La mayoría del ámbar tiene una dureza entre 2.0 y 2.5 en la escala de dureza Mohs, un índice de refracción de 1.5-1.6, una gravedad específica entre 1.06 y 1.10, y un punto de fusión de 250-300 °C.

### Inclusiones
El desarrollo anormal de la resina en los árboles vivos (succinosis) puede resultar en la formación de ámbar. Las impurezas están muy a menudo presentes, especialmente cuando la resina se cae al suelo, por lo que el material puede ser inútil, excepto para la fabricación de barniz.
Tal inclusión de otras sustancias puede hacer que el ámbar tenga un color inesperado. Las piritas pueden dar un color azulado. El ámbar huesudo debe su opacidad nublada a numerosas burbujas pequeñas dentro de la resina. Sin embargo, el llamado ámbar negro es en realidad solo un tipo de reacción.
En el ámbar oscuro e incluso opaco, las imágenes pueden incluir imágenes de rayos X de alta energía, alto contraste y alta resolución.
En muchas ocasiones, la resina, al escurrir sobre la corteza de troncos y ramas, llegó a atrapar burbujas de aire, gotas de agua, partículas de polvo, o pequeños seres vivos como plantas (orquídeas, musgos, líquenes, semillas y un sinfín de flores diminutas), hongos, insectos (hormigas, mosquitos, abejas, termitas, mariposas, libélulas o mantis), arañas, escorpiones, gusanos e incluso pequeños vertebrados, como lagartijas o ranas, que quedaron preservados como inclusiones fósiles deshidratadas, pero sin el encogimiento que normalmente causan las deshidrataciones, conservándose de tal forma que parte de su estructura celular y hasta fragmentos de su ADN pueden encontrarse en la actualidad.
Estas inclusiones agregan no solo belleza a una pieza de ámbar, sino una gran cantidad de información de suma importancia para los científicos, pues de esta manera se tiene conocimiento de la vida de hace millones de años, disponiendo, incluso, de especies ya desaparecidas. Existen muestras de ámbar de gran valor desde el punto de vista paleoambiental, lo que permite que científicos reconstruyan un modelo de un ecosistema de milenios pasados desaparecido hace ya mucho tiempo. El tamaño, el tipo de espécimen, su visibilidad, la cantidad y hasta la posición son factores importantes que intervienen en la evaluación de una inclusión.

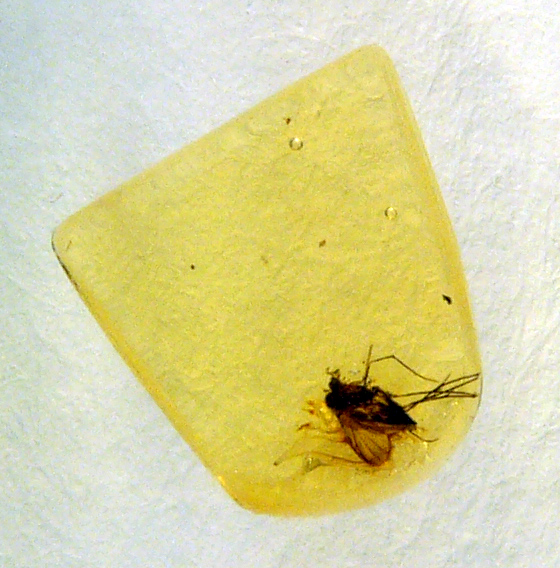
Inclusión de un mosquito en ámbar.

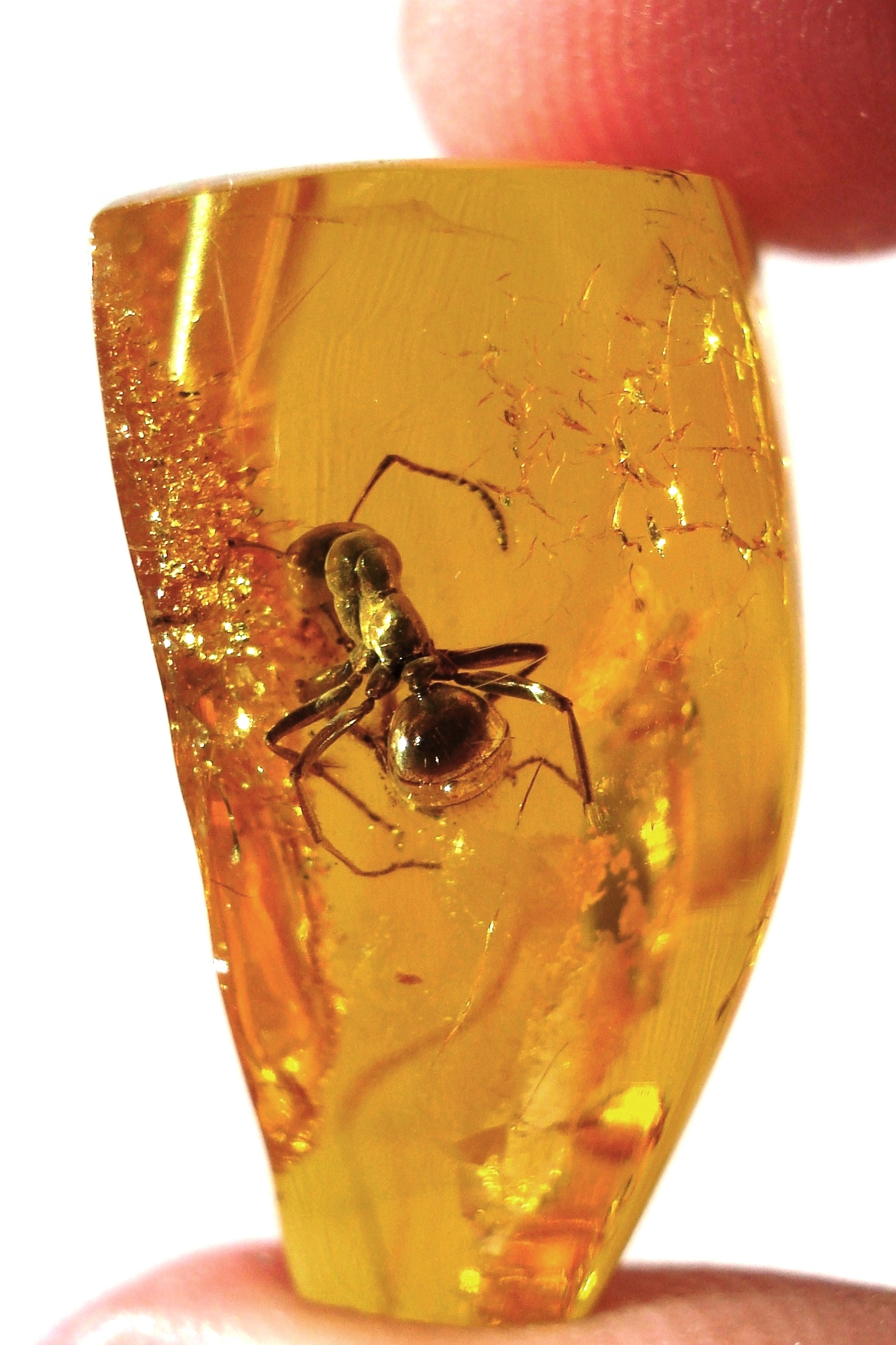
Inclusión de una hormiga en ámbar.

## Tipos de ámbar
Hay muchos tipos de ámbar, que son clasificados basándose en su origen de procedencia, como se verá a continuación.

### El ámbar dominicano
La República Dominicana es uno de los pocos países en el mundo que cuenta con la existencia de ámbar, siendo la ciudad de Puerto Plata la mayor productora de esta exótica piedra que forma parte de esta isla. Esta ciudad es denominada "La Costa del Ámbar" por ser uno de los lugares de la República Dominicana donde este se produce.

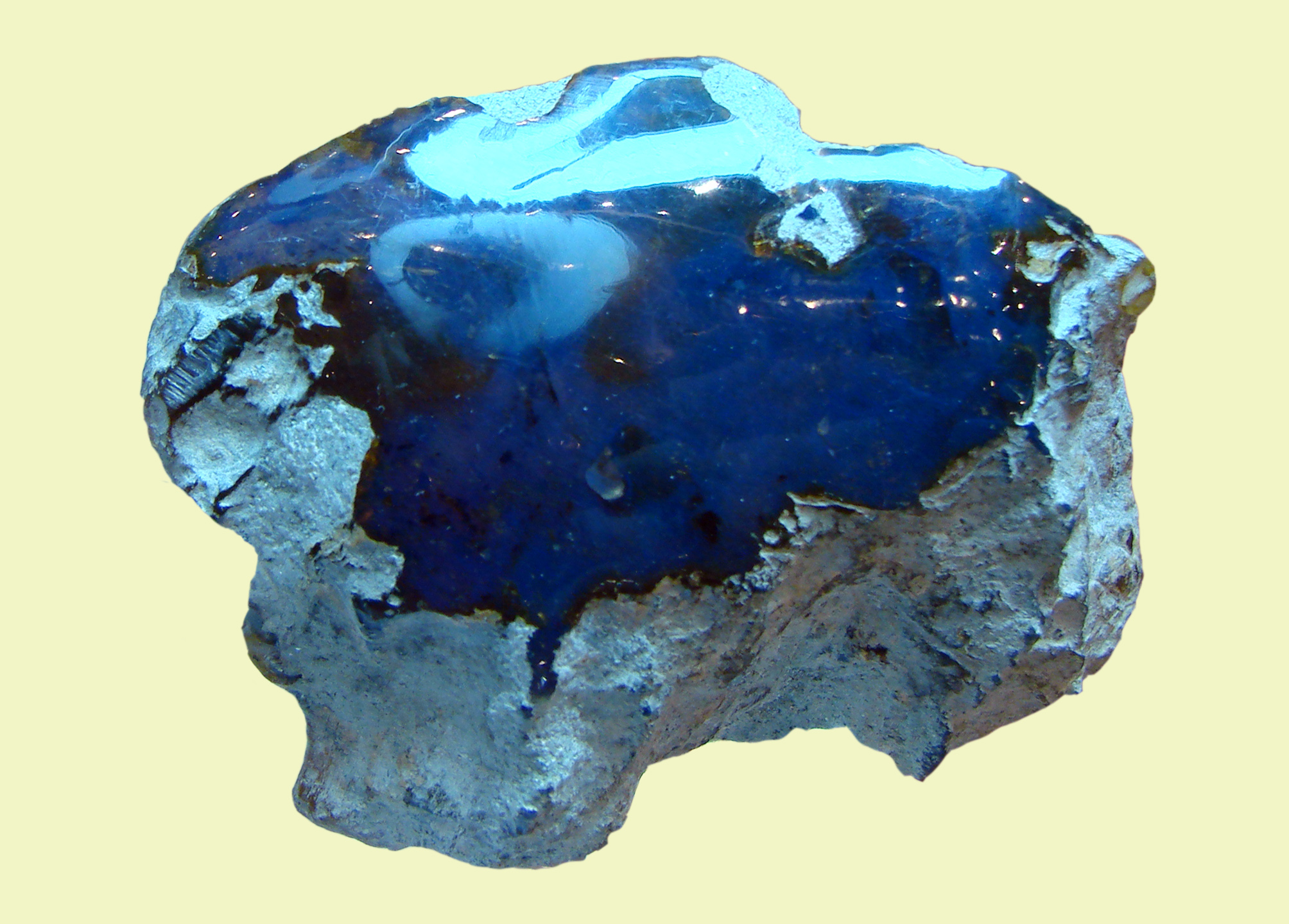
Pieza de ámbar azul dominicano

El ámbar dominicano posee una gran variedad de presentaciones en cuanto a colores, tamaños y formas. Se encuentra en una amplia gama de colores, entre los que se destaca el amarillento y el marrón que son los más comunes. Otras presentaciones de dicho ámbar son en color verde y azul. El ámbar de la República Dominicana es renombrado por la diversidad de las inclusiones que contiene. Amantes ambarinos, científicos y coleccionistas valoran por igual el ámbar dominicano por los tres "tesoros" raros, que son los escorpiones, los lagartos y las ranas. Probablemente solo existan de 30 a 40 escorpiones, de 10 a 20 lagartos y de 8 a 9 ranas, a nivel mundial. Una pieza de ámbar dominicano que se descubrió en 1997 fue valorada en más de 50 000 US$. Contenía una rana pequeña, preservada de manera magnífica. La frecuencia de aparición de insectos en ámbar dominicano es 10 veces más alta que en el ámbar báltico. El ámbar dominicano es también un 90% más transparente. Otro hecho importante sobre el ámbar dominicano, que lo hace destacar respecto al ámbar encontrado en otras regiones, es la variedad de colores que posee, desde un amarillo claro a un rojo profundo, e incluso algún azul, una variedad muy extraña, y un verde humeante extremadamente raro.
En 1492, Cristóbal Colón llegó a la isla que los españoles llamaban "La Hispaniola" (hoy República Dominicana y Haití), y recibió de un joven príncipe taíno un par de zapatos decorados con ámbar del Caribe, a cambio de un collar de ámbar báltico que él le había ofrecido. En homenaje a esta exótica piedra, la República Dominicana celebra cada año el certamen de Belleza Internacional Miss Ámbar, siendo este el único concurso que tiene sede año tras año en la República Dominicana.
La ciudad de Puerto Plata alberga el museo más completo del ámbar, hecho que ha dado lugar a varias investigaciones científicas.
En la ciudad de Santo Domingo se encuentra un museo del ámbar. Se trata de un museo privado, llamado “Mundo de Ámbar”, que contiene una amplia presentación de esta piedra y sus variedades, su historia, guías capacitados y hasta un pozo con la demostración de cómo se extrae el ámbar.
Aun cuando algo de ámbar es extraído en la parte suroriental, en concreto alrededor de Bayaguana, la mayor parte del ámbar dominicano se encuentra en la parte de la Cordillera Septentrional entre Santiago y Puerto Plata, pudiéndose distinguir dos distritos:
- Distrito Norte. Localizado en las secciones Juan de Nina y Rancho Abrosio. Cuando se compara con el ámbar del distrito Sur, el ámbar de este distrito tiende a ser más frágil y a romperse con el calor. Existen tres variedades de ámbar que se encuentran de este distrito:

1. Un ámbar amarillo pálido y claro; extremadamente frágil, suave, sin materia vegetal o insectos.
2. Un ámbar amarillo menos frágil, un poco más duro, con fracturas internas y materia vegetal.
3. Un ámbar azul bastante duro, con inclusiones de impurezas (todo el ámbar azul contiene algunas impurezas).

El ámbar azul es más raro que las dos variedades amarillas, y las tres variedades de ámbar pueden distinguirse unas de otras por el olor (el ámbar puede quemarse como el incienso).
- Distrito Sur. En este distrito se incluyen tres secciones:
  - Sección de Palo Alto. El ámbar de Palo Alto es casi todo amarillo, contiene considerables restos vegetales, es bastante frágil, muy fracturado, y contiene al menos 10 veces más insectos que el ámbar del distrito Norte. Se funde en una forma diferente del ámbar del Norte, y huele casi como el ámbar de La Toca. Existe muy poco ámbar negro. Aunque hubo pequeñas canteras del Gobierno en Palo Alto hace muchos años, todo el ámbar en la región se obtiene a través de un minado a mano. La Toca está localizada 4,5 km a lo largo del rumbo desde Palo Alto y ambas minas están un poco abajo de una arenisca masiva, sugiriendo que las dos localidades pueden estar incluidas en un mismo horizonte estratigráfico.
  - Sección La Toca. El ámbar de esta sección es el más variado, incluyendo algunas de las mejores y de las peores piezas de ámbar, pero generalmente es bastante duro, no muy fracturado y contiene más insectos y vegetales que el ámbar de cualquier otra sección.  También está el ámbar rojo, su coloración roja es una oxidación superficial cuya cubierta puede ser pulida, dejando el ámbar amarillo debajo. En períodos de gran producción, casi 300 libras al mes de ámbar eran producidas en La Toca.
  - Sección de Palo Quemado. El ámbar de esta sección, aun cuando contiene muy pocos insectos y pocos vegetales, es considerado como el mejor ámbar del país, lo que se debe a que usualmente es limpio, con muy pocas fracturas, bastante duro y poco frágil. Exhibe pequeños patrones de tipo ondulado con algunas trazas de color y se nota una gran variación de colores que incluye el rojo (también es el que mejor huele). Algo del ámbar extraído de la sección se encuentra fracturado, pero esto parece representar los efectos de la fracturación del ámbar al ser extraído por la acción de los machetes (una práctica muy común).

Minería del ámbar
El ámbar podía algunas veces observarse en los cortes de carretera frescos o en los lechos de los arroyos de la secuencia flysch del Eoceno en la Cordillera Septentrional, pero desde hace algunas décadas, el intemperismo y la erosión han destruido los afloramientos. Los campesinos recogen pequeñas cantidades extrayéndolo de los afloramientos con los machetes, algunas veces cavando una cueva, pero solo en muy pocas localidades existen verdaderas minas.
El minado del ámbar es muy intenso en La Toca, que está localizada en la cuesta norte de una cresta de arenisca masiva, cubierta por una limolita que contiene el ámbar, y que puede continuarse en su trazo por decenas de kilómetros a lo largo de la Cordillera Septentrional. Los túneles de mina se encuentran casi a unos 50 metros abajo de la cresta de loma, y se desarrollan a partir de un talud de casi 60° de inclinación.
En las minas dominicanas de Llanigua, Municipio de Sabana de la Mar, el 26 de mayo de 1979 Juan De la Rosa encontró la piedra de ámbar más grande del mundo, quien la vendió a un corredor haitiano. Siendo adquirida por una joyería, donde se encuentra hasta la fecha. Pesó 8 kg superando la que se conocía como la más grande en el Museo Imperial de Berlín con un peso de 6,36 kg.

### El ámbar mexicano

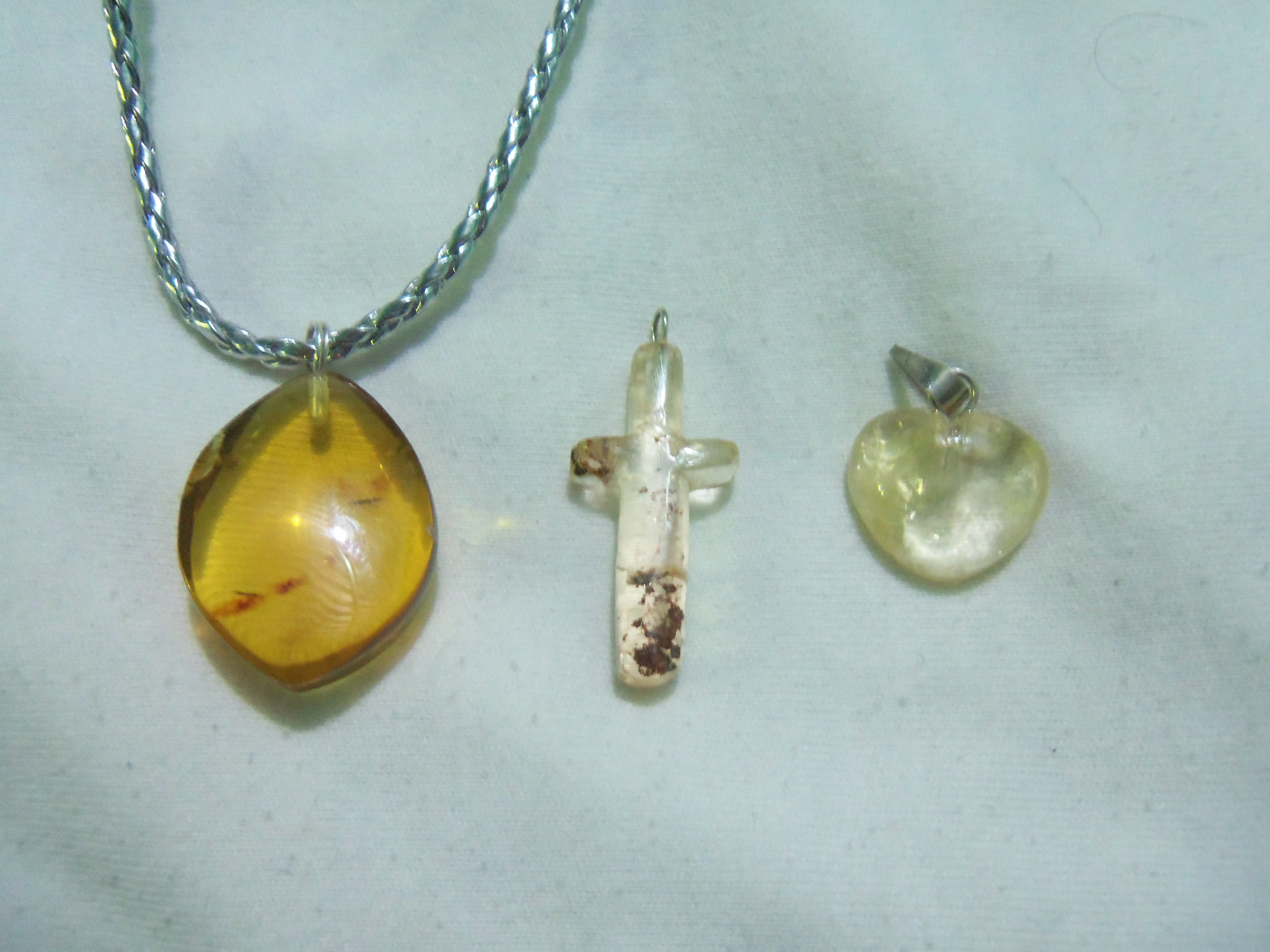
Joyería con ámbar extraído del municipio de El Bosque (Chiapas, México).

En México, el ámbar se localiza principalmente en las tierras altas del estado sureño de Chiapas (municipios de El Bosque, Huitiupán, Ocosingo, Pantelhó, San Andrés Duraznal, Simojovel y Totolapa) y desde 2003 es una de las 16 denominaciones de origen mexicanas. Se localiza también en Palenque y existe yacimiento en el estado de Tabasco.
Las piedras de ámbar de Chiapas se originaron hace entre 22.5 y 26 millones de años, es decir, al final del Oligoceno y principios del Mioceno. Existen alrededor de 500 minas de ámbar en Chiapas, cuyos mineros son en su mayoría hombres indígenas tsotsiles, tseltales y zoques.
A partir de 2012, con la llegada de comerciantes de origen chino, su demanda aumentó significativamente y como resultado, se está dando una sobreexplotación de las minas, apodada la «fiebre del ámbar». La falta de control gubernamental, las deficiencias en cuanto a medidas de seguridad y los testimonios de trabajo infantil han suscitado diversas críticas a la explotación y comercio del ámbar en Chiapas.
El ámbar de Chiapas es de gran dureza (de 2,5 a 3,0 en la escala de Mohs), cualidad que le da un alto prestigio internacional como material para la talla. Según la norma de 2003, los ámbares chiapanecos se clasifican en once tonalidades diferentes, aunque se pueden encontrar más de 30.

#### Museo del Ámbar en San Cristóbal
El Convento de la Merced de Ciudad Real, hoy San Cristóbal de Las Casas, Chiapas (México), fue el primer establecimiento de los mercedarios en América. Iniciando la Evangelización, Fray Pedro Barrientos y Fray Pedro Benítez de Lugo permanecen en el convento desde 1536 hasta 1546. Se mantiene vacío hasta 1624 y es abandonado finalmente en 1859.
En la segunda mitad del siglo XIX, el convento fue utilizado como cuartel militar, modificándose su fachada y construyéndose a finales del siglo El Torreón. En 1863, el ex convento se adecúa como Cárcel Municipal y se le da este uso hasta 1933. En 1996 se integra el Patronato Pro Reconstrucción del Ex Convento de La Merced, para rescatar y reconstruir el edificio, con aportaciones en su mayor parte de iniciativas privadas.
El Museo del Ámbar de Chiapas se inaugura el 4 de diciembre de  2000 en ese edificio. Es el único de su tipo en América y de los pocos en el mundo. Actualmente cuenta con más de 350 piezas en exhibición, tanto en bruto como con las tallas más preciosas que se hayan visto, así como una gran cantidad de piezas ganadoras de importantes concursos y de gran calidad; está diseñado para que tanto adultos como niños puedan disfrutarlo de una manera didáctica.
El Museo del Ámbar de Chiapas posee una Sala de Exposición de Ámbar que comprende: origen, historia, extracción, pulido y talla del ámbar. También cuenta con una tienda, un taller de ámbar, un taller de metalistería y una sala de usos múltiples. En los diferentes espacios se muestra a los visitantes el ámbar desde su origen, países donde existieron y existen yacimientos, cómo se formó, cómo se extrae, todos los usos prehispánicos y actuales, e infinidad de información. Se muestra la habilidad de los artesanos y escultores con piezas únicas, muchas de ellas ganadoras de concursos. Cada pieza es perfectamente iluminada y tiene una cédula de información traducida al español, inglés, francés, italiano, alemán y japonés.

#### Expo Ámbar en San Cristóbal
Actualmente el mercado de la reventa en San Cristóbal es uno de los más populares, sin embargo, no está exento de las diferentes estafas del ámbar. Recordemos que no hay ámbar en San Cristóbal y este proviene de las comunidades y en su mayoría de la población originaria que viven en ellas.
Por iniciativa de los artesanos y comerciantes de ámbar y con el patrocinio del gobierno del estado, se celebra la Expo Ámbar en la ciudad de San Cristóbal de Las Casas, Chiapas, cada verano (entre finales de julio y principios de agosto). Alrededor de 500 artesanos y artistas organizados ofertan su producción de joyería y esculturas al público, además de celebrarse el concurso anual del ámbar. Este concurso, que consta de varias modalidades y categorías, concentra anualmente las mejores obras en joyería, escultura e innovaciones, entre otras, que son exhibidas para deleite del público.
Esta Expo Ámbar representa un foro ideal para mostrar el talento de los artesanos chiapanecos y para que el público, comerciantes y galeristas hagan los contactos y compras para hacerse de este preciado tesoro que solo se encuentra en Chiapas. Además, contribuye al desarrollo económico, social y cultural de la región del ámbar que comprende ocho municipios.
La duodécima edición de la Expo Ámbar se celebró del 25 de julio al 10 de agosto de 2009 y las sucesivas serán también a finales de julio en su sede, San Cristóbal de Las Casas.

### El ámbar báltico

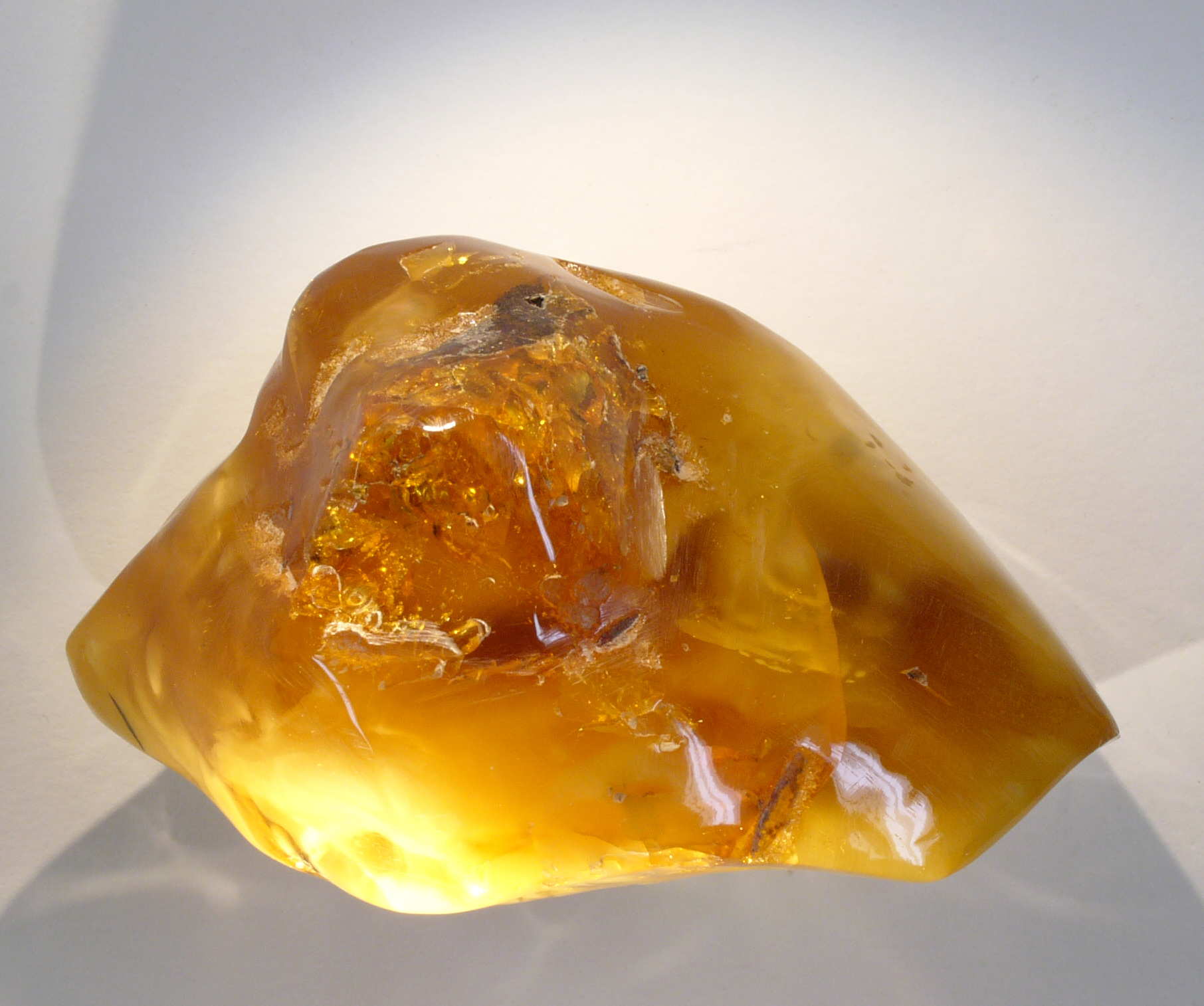
Pieza de ámbar de 12 cm de diámetro.

El ámbar báltico también es conocido con el denominativo "succino". El origen de esta gema vegetal es la resina fósil de las coníferas que, en la mayoría de los casos, superan los cuarenta millones de años. Uno de los factores que más distingue el ámbar báltico del de otras regiones del mundo es su contenido en ácido succínico. En el caso del ámbar báltico nos encontramos con un contenido entre el 5% y el 8% de este compuesto, frente a un porcentaje mucho más bajo en el ámbar del resto del mundo. La dureza del ámbar del mar Báltico es entre 2-3 en la escala de Mohs. El ámbar del mar Báltico es uno de los más antiguos y los más apreciados en el mundo.

### El ámbar español
En España hay localizados unos 120 yacimientos de ámbar, la mayoría datados del Cretácico. De éstos, 8 contienen bioinclusiones y se localizan principalmente en los márgenes de la Placa Ibérica durante el Cretácico inferior, asociados a medios deltaicos y estuarinos. Entre los más importantes yacimientos de España de esta época destacan los de Peñacerrada (País Vasco y Burgos), San Just (Teruel) y Rábago/El Soplao (Cantabria). La dureza del ámbar español oscila entre 2 y 2,4.
Los estudios recientes del ámbar de España tienen sus inicios a mediados de los 90 del siglo XX,  cuando miembros del Museo de Ciencias Naturales de Álava descubren en Peñacerrada (Álava), uno de los yacimientos más importantes del mundo en inclusiones de ámbar del Cretácico Inferior. Desde entonces se han encontrado otros yacimientos con inclusiones, pero hasta el momento Peñacerrada es el que cuenta con miles de inclusiones de artrópodos. En 2005 un equipo de investigadores españoles y extranjeros, dirigidos desde la Universidad de Barcelona, inicia el estudio pluridisciplinar de los yacimientos de ámbar del Cretácico de España, financiado por el Ministerio de Ciencia y Tecnología. Desde entonces se han descubierto y estudiado varios yacimientos, entre los que destacan el de San Just en Teruel y el del Soplao en Cantabria, por su calidad y abundancia de ejemplares fosilizados.
A finales de julio de 2008, un equipo de investigadores del Instituto Geológico y Minero de España, compuesto por María Najarro de la Parra e Idoia Rosales Franco, descubrieron un yacimiento de ámbar con insectos del Cretácico desconocidos hasta ahora y con un estado de conservación "excelente" en el entorno de la Cueva de El Soplao, cerca de la localidad cántabra de Rábago.
Además de pequeñas avispas, moscas, chinches, arañas, cucarachas y mosquitos chupadores de sangre que se alimentaban picando a los dinosaurios, el ámbar de El Soplao encierra una tela de araña distinta de la que ya se había descrito en un yacimiento de Teruel y que despertó un gran interés entre los científicos. También contiene restos fósiles de coníferas y el fragmento de ámbar azul más antiguo que se ha datado.
El yacimiento, que permitirá profundizar en el conocimiento de los ecosistemas de la era de los dinosaurios "a varias generaciones de paleontólogos", ha aflorado durante las obras de la carretera de acceso a la cueva de El Soplao, de la que dista 3 kilómetros, y es el primer logro de los trabajos que se están haciendo en esta zona tras el convenio que firmaron en diciembre de 2007 el Instituto Geológico y la Consejería de Cultura, Turismo y Deporte del Gobierno de Cantabria.
También aportará información sobre el cambio climático porque hace 110 millones de años, -45 millones de años antes de que un meteorito acabase con los dinosaurios-, esta región del planeta tenía un clima subtropical muy caluroso, la atmósfera era mucho más rica en CO2 que la actual y por lo tanto, el efecto invernadero era muy acusado.
El yacimiento de El Soplao está además, muy bien datado, algo que no ocurre con otros de la misma era, como los del Líbano, que son diez millones de años más antiguos que este.

## Extracción y comercio del ámbar
La extracción del ámbar se realiza principalmente de dos formas: a cielo abierto y de manera subterránea. Las minas son túneles de tiro y están abiertas en escarpadas laderas; se excava el cerro hasta encontrar la capa de carbón que contiene "el corazón del ámbar", para lo cual se perforan hoyos por donde algunas veces entran arrastrándose. El ámbar de la República Dominicana fue originado a partir de una especie del género Hymenea, una especie extinta de árboles tropicales de hojas anchas de la familia de las leguminosas, cuyo pariente más cercano todavía se encuentra en el este de África. Sin embargo, en el Caribe y en Centro y Sudamérica crece todavía otro pariente de esta especie antigua llamado "algarrobo".
Dependiendo de su calidad, puede tener interés comercial como material para elaborar joyas, siendo este su principal uso en la actualidad.

## Importancia para la ciencia
El ámbar representa una valiosa fuente de información para la ciencia; pues gracias a los fósiles hallados en diversas muestras, los investigadores han podido recrear algunos aspectos de cómo era la vida en la Tierra hace millones de años. Una pieza de ámbar puede contener burbujas de aire y de agua, material orgánico de la época o restos de animales ya extintos; ya sea cuerpos completos como el caso de insectos o partes corporales como el pelaje. Incluso, el ámbar ha conservado ADN y glóbulos rojos en buen estado.  
Tal es el caso de una garrapata que contenía sangre de primate en su interior aún muy bien conservada. Lo interesante es que la pieza de ámbar que la contenía, se había formado hace 15 millones de años.

## Variedades

### Simetita
La simetita es una variedad del ámbar encontrada en Sicilia cerca de Catania y Simeto (de allí su nombre).
Con 10 o 20 millones de años su edad es algo inferior a la del ámbar hallado en los yacimientos más importantes que son las repúblicas bálticas y la República Dominicana.
Hasta el siglo pasado era una variedad muy apreciada por sus fluorescencias azuladas. Hoy en día los yacimientos parecen agotados.
Dureza en la escala de Mohs: 2,0 - 2,5
Sistema cristalino: amorfo
Densidad: 1,05 - 1,10 g/ml
Color: blanco a pardo-rojizo
Color de raya en placa de porcelana:blanca
Características especiales: inflamable

### Copal
Es el nombre que reciben varias resinas aromáticas vegetales, en una etapa intermedia de polimerización y endurecimiento entre la resina y el ámbar.

## Ámbar falso
Existe un comercio ambulante de falsificaciones de ámbar, que pueden ser de vidrio o variantes de plástico.
En realidad, es sencillo determinar si el ámbar es real o falso. La forma más fácil y rápida es poner la pieza de ámbar en luz negra, que hará brillar el ámbar verdadero de un color fosforescente, y la segunda forma es poner las piezas de puro ámbar sin metal ni incrustaciones en agua salada, el cual flotará, y cualquier pieza falsa de plástico o vidrio se hundirá. Hay que tener cuidado con las buenas imitaciones, que mezclan ámbar molido con plásticos, y que brillarán bajo la luz negra, aunque de forma distinta.